# Alexandre Razoumny
Alexandre Iefimovitch Razoumny (russe : Александр Ефимович Разумный), né le 1er mai 1891 et mort le 16 novembre 1972, est un réalisateur et scénariste soviétique.

## Biographie
Alexandre Iefimovitch Razoumny nait le 1er mai 1891 dans une famille juive pauvre d'Elisavetgrad (aujourd'hui Kropyvnytskyï, en Ukraine). Après s'être fait apprenti-graveur en 1904, il rejoint en 1907 une troupe de théâtre dramatique avec laquelle il part en tournée à Ouman, Moguilev et Odessa. En 1914, il sort diplômé de l'école d'art Grekov d'Odessa (en),.
À partir de 1915, il travaille pour les sociétés cinématographiques moscovites Savva et Khimera, où il apprend les métiers du cinéma. En 1917, il devient directeur de la société cinématographique Tovarichtchestvo I. Iermolieva (ru).
À partir de 1922, il dirige les studios de cinéma Proletkino et Goskino : il prend une part active dans le tournage de leurs films en tant qu'acteur ou cadreur. En 1926, il devient directeur adjoint de la partie production de Goskino,.
De 1926 à 1928, il est détaché au studio berlinois Prometheus, ainsi qu'à Paris, où il réalise des films basés sur des classiques russes. De retour en URSS, il est réalisateur aux studios Sovkino de Moscou et enseigne à l'Institut national de la cinématographie. À partir de 1935, il travaille aux studios Mejrabpomfilm.
Après la Seconde Guerre mondiale, pendant la période dite de « pénurie filmique » (en russe Малокартинье (ru)), il entre aux studios Mosnaoutchfilm (Моснаучфильм), où il travaille pendant dix ans. À partir de 1955, il est directeur des Lietuvos kino studija.
Vers la fin de sa vie, il crée un cycle de portraits de plus de deux cents ouvriers de l'art soviétique russe de 1912 à 1972, Moï sovremmenniki (Мои современники, « Mes Contemporains »), aujourd'hui transféré par ses héritiers au Musée central d'État du cinéma (Государственный центральный музей кино). Les archives du réalisateur sont conservées aux archives d'État de la littérature et de l'art.
Razoumny, qui a adhéré au Parti communiste de l'Union soviétique dès 1919, est également membre de l'Union des directeurs de la photographie de l'URSS, basée à Moscou.
Alexandre Razoumny meurt le 16 novembre 1972 à Moscou et est enterré dans le columbarium du cimetière de Novodievitchi.

## Filmographie
- 1917 : Жизнь и смерть лейтенанта Шмидта
- 1918 : Четвертая жена
- 1918 : Восстание
- 1918 : Флавия Тессини
- 1919 : Последняя встреча
- 1919 : Белое и черное
- 1919 : Товарищ Абрам (en)
- 1920 : Два поляка
- 1920 : Мать
- 1923 : Комбриг Иванов (en)
- 1923 : Семья Грибушиных (en)
- 1924 : Банда батьки Кныша
- 1924 : Долина слез
- 1925 : Тяжелые годы
- 1926 : Überflüssige Menschen
- 1927 : Пиковая дама
- 1928 : Fürst oder Clown (en)
- 1929 : Бегствующий остров
- 1935 : Kара-Бугаз
- 1939 : Личное дело
- 1940 : Тимур и его команда (en)
- 1942 : Клятва Тимура
- 1947 : Миклухо-Маклай (en)
- 1955 : Случай с ефрейтором Кочетковым
- 1957 : Игнотас вернулся домой
- 1961 : Сержант Фетисов

## Récompenses
- Ordre de l'Insigne d'honneur (1940) pour le film Личное дело[8]
- Artiste émérite de la république socialiste fédérative soviétique de Russie (1957)[3]